# Wzgórze przy ulicy Ziębickiej
Wzgórze przy ulicy Ziębickiej (Wzgórze Tarnogajskie) – sztucznie utworzone wzniesienie, położone w południowej części Wrocławia, na osiedlu Tarnogaj, przy ulicy Ziębickiej. Według mapy topograficznej okolic Wrocławia z 1939 roku, usypisko miało wysokość bezwzględną równą 138 m n.p.m.. Obecnie Wzgórze Tarnogajskie ma wysokość 133 m n.p.m. i wybitność 8,5 m ponad otaczający teren.
Na południe i na wschód od wzgórza przebiega kolejowa obwodnica Wrocławia, na północnym wschodzie znajdują się budynki nieczynnej obecnie gazowni miejskiej, od północy ulokowane są ogródki działkowe, a za nimi zabudowa mieszkalna, natomiast na zachodzie – Cmentarz Ducha Świętego przy ulicy Bardzkiej. 

## Historia powstania
Obecny kształt Wzgórze Tarnogajskie otrzymało w czasie przeprowadzonej w latach dziewięćdziesiątych XX wieku rekultywacji dawnego składowiska odpadów pochodzących z nieczynnej obecnie gazowni miejskiej na Tarnogaju (niem. Gasanstalt IV lub Städtische Gasanstalt Dürrgoy). Odpady te były wynikiem wytwarzania tu od 1906 roku gazu koksowniczego. Dawne składowisko zostało uformowane w postaci płaskiego wzgórza, na powierzchni ułożono warstwę uszczelniającą z gliny oraz warstwę humusu do rekultywacji biologicznej. Wykonano drenaż oraz odwadniające rowy opaskowe, wraz z systemem piezometrów kontrolnych.

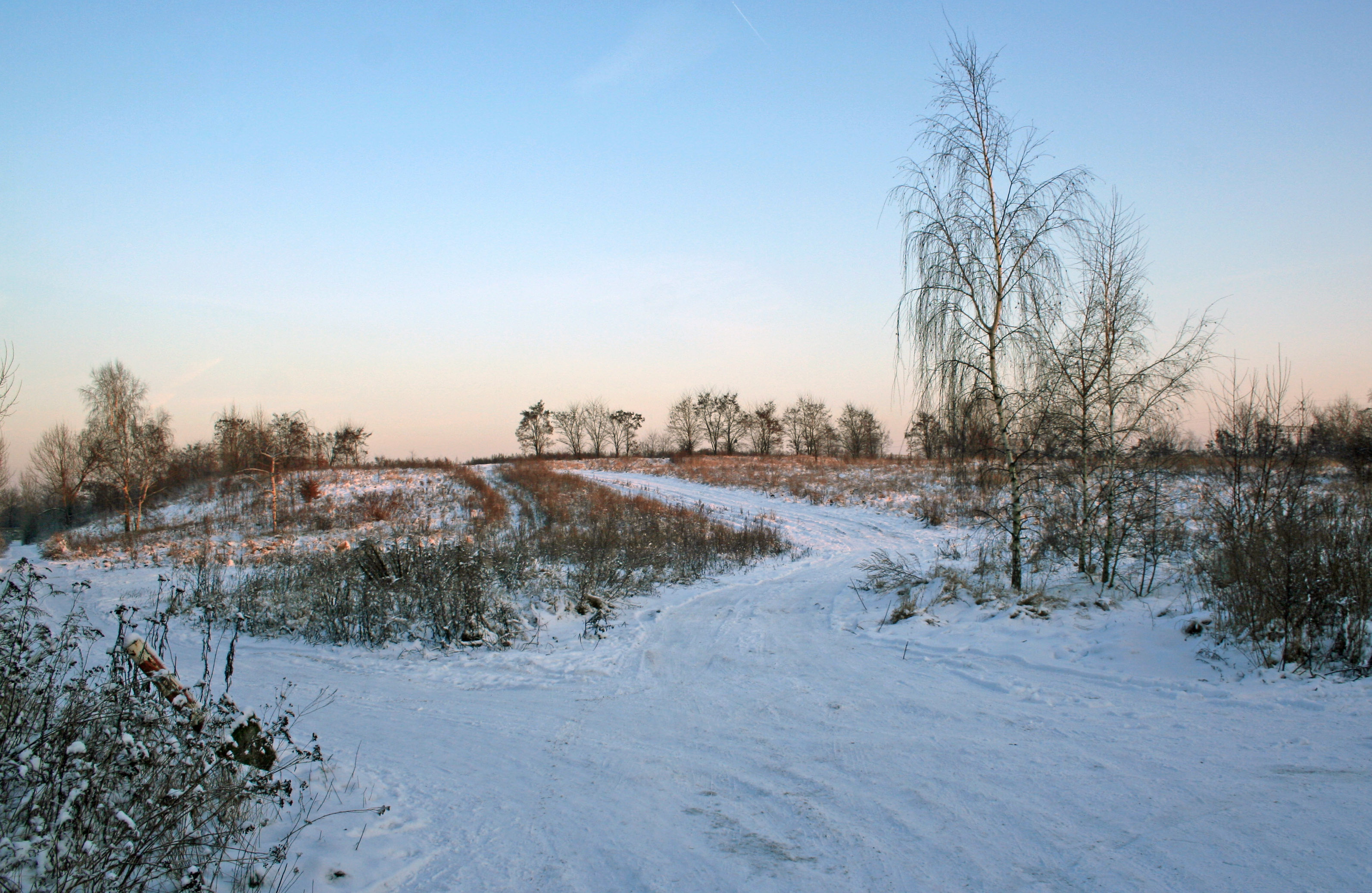
Wzgórze Tarnogajskie zimą
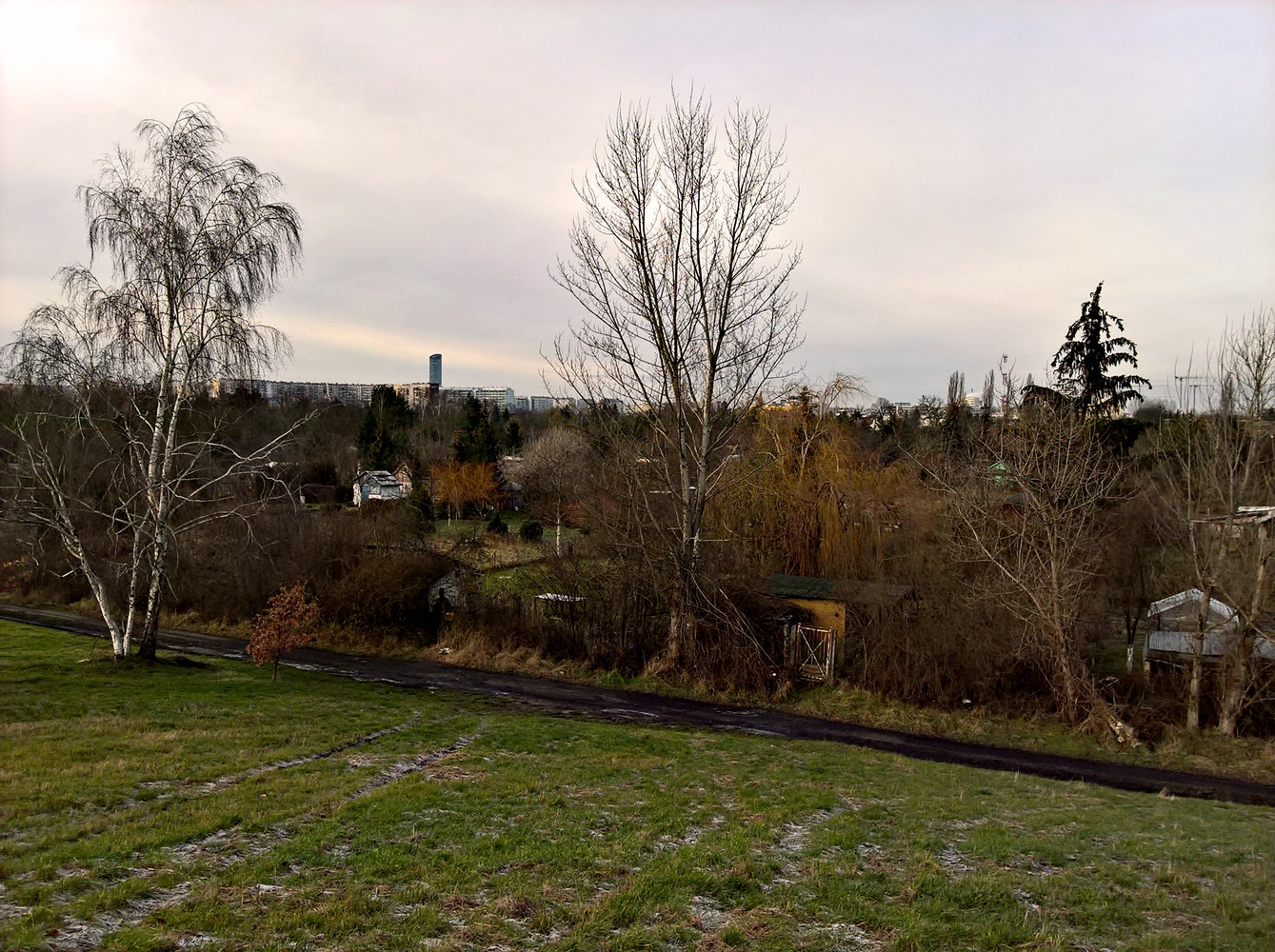
Widok w kierunku Sky Tower
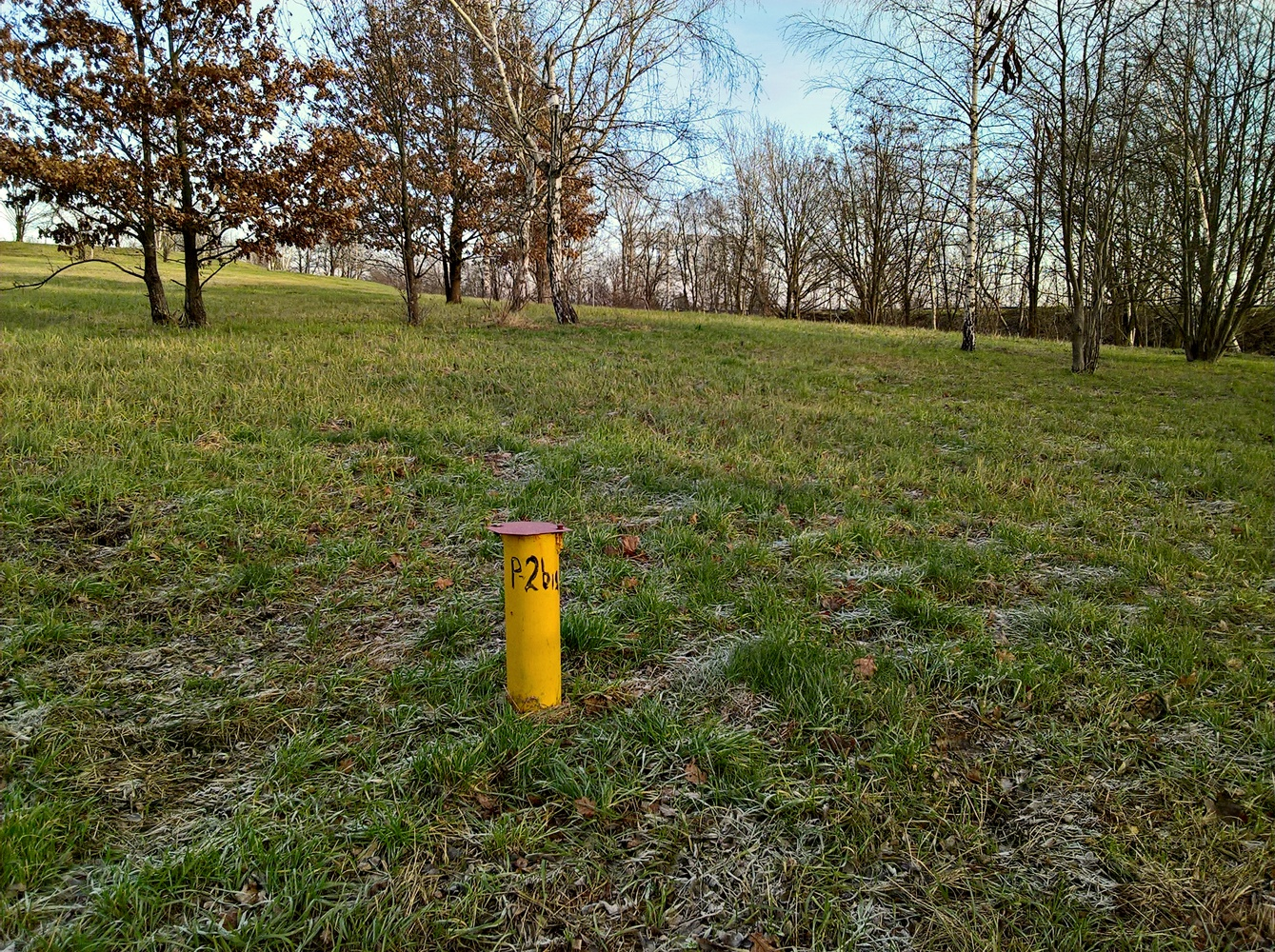
Piezometr obserwacyjny na stoku wzgórza
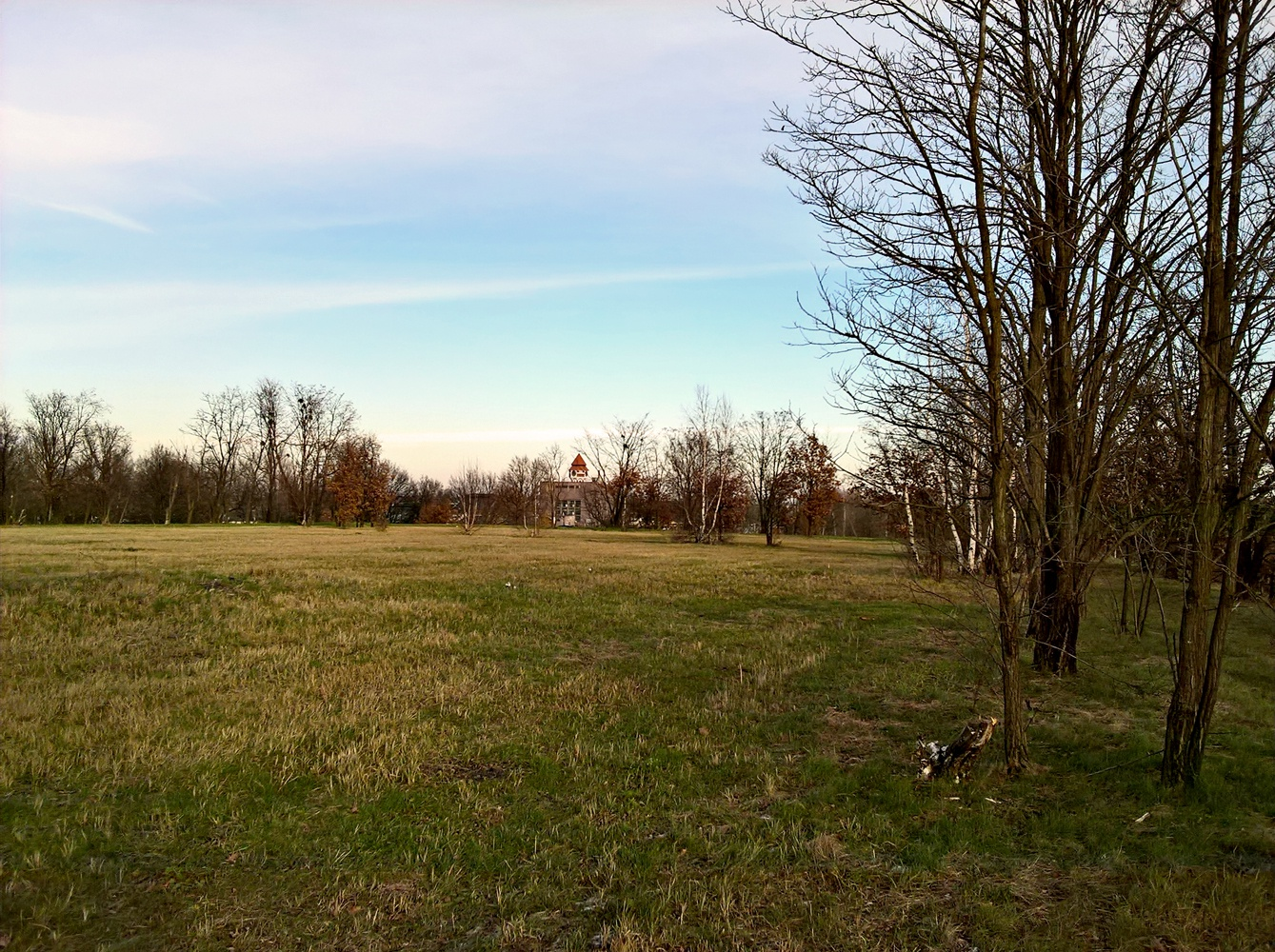
Widok w kierunku dawnej gazowni
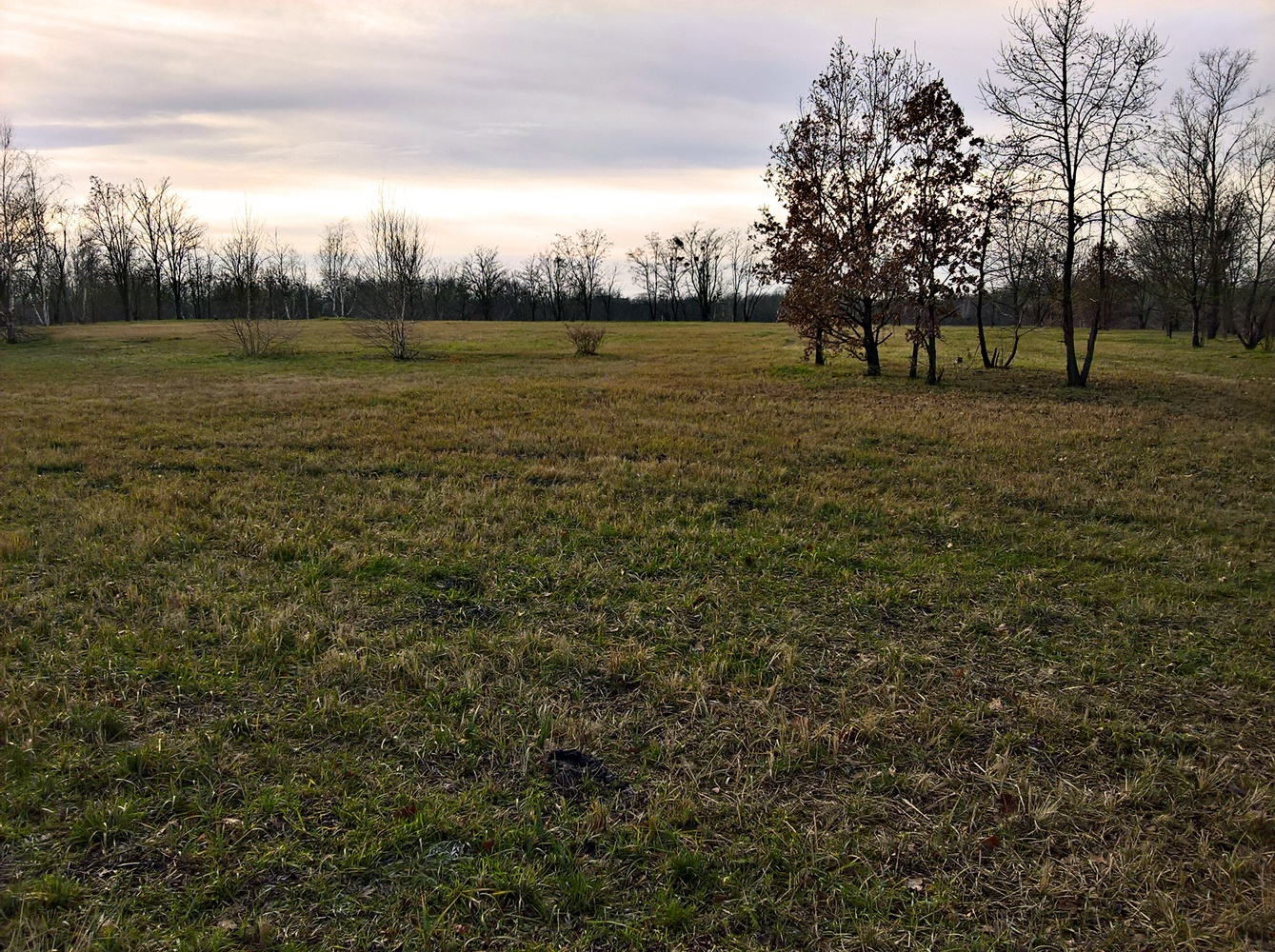
Zrównana powierzchnia wierzchołka wzgórza
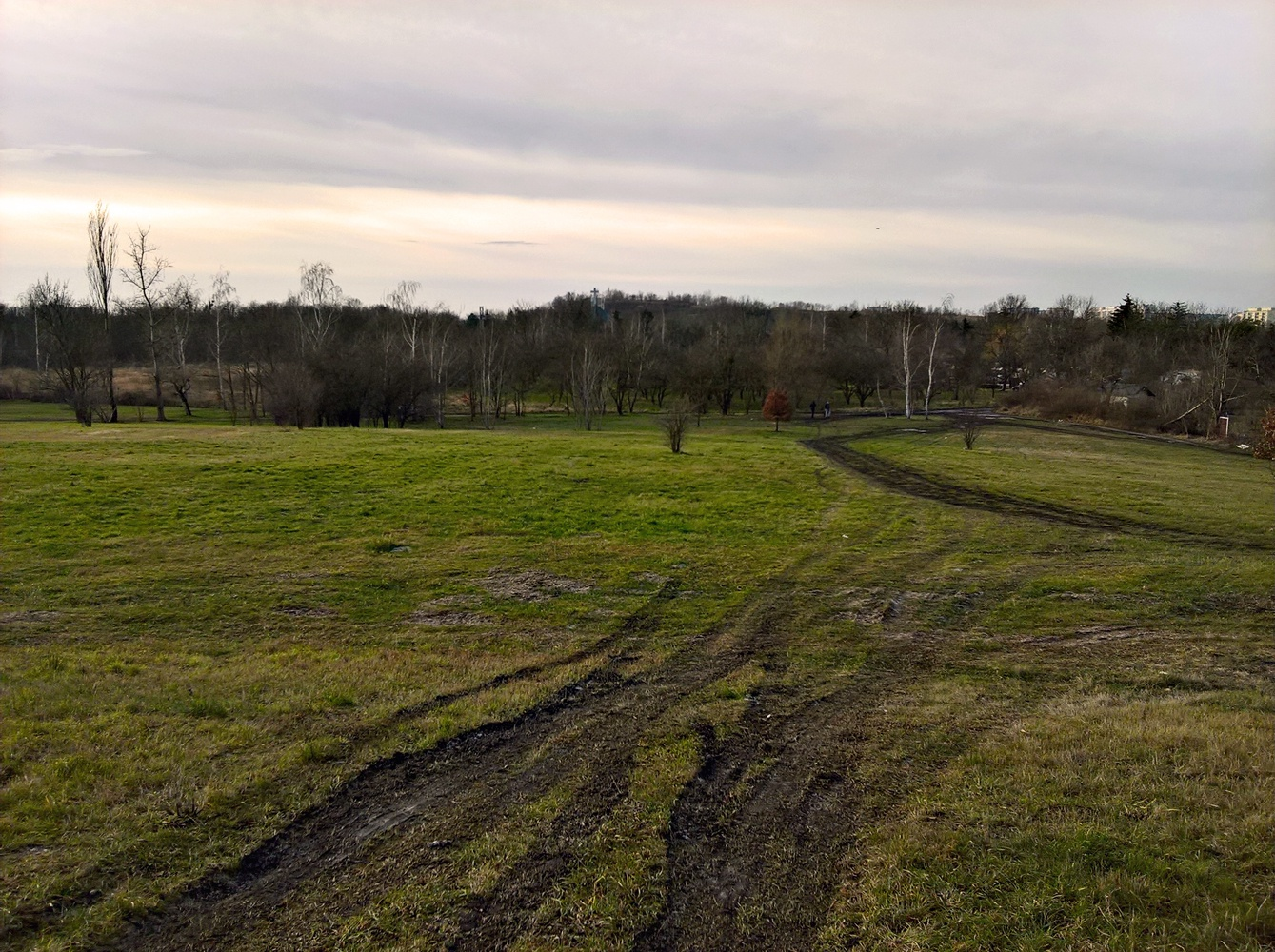
Widok w kierunku Wzgórza Gajowego

## Ciekawostki
W ramach Wrocławskiego budżetu obywatelskiego w 2017 roku zgłoszono projekt zagospodarowania Wzgórza Tarnogajskiego jako Lokalnego Centrum Relaksu. Projekt zagospodarowania zakładał uporządkowanie terenu wzgórza oraz drogi dojazdowej do niego, stworzenie ścieżek, ustawienie ławek i stołów, rozmieszczenie koszy na śmieci, wyznaczenie miejsc do grilowania, budowę dużej altany oraz w miarę możliwości oświetlenia wzgórza. Po pozytywnym zweryfikowaniu kosztorysu budżetu wynoszącego do 750 tys. zł. projekt nie został wybrany w głosowaniu Wrocławskiego Budżetu Obywatelskiego na rok 2017, za projektem zagłosowały 834 osoby.

## Literatura
- Zbigniew Lewicki (red.): Środowisko Wrocławia - Informator 2010. Wrocław: Lemitor Ochrona Środowiska Sp. z o.o., 2010. ISBN 978-83-931357-0-7. (pol.). Brak numerów stron w książce